# Nicola Carè
Nicola Carè (Guardavalle, 31 luglio 1960) è un politico italiano.

## Biografia
Segretario della Camera di commercio italiana di Melbourne (1994-1998) e dal 1999 di quella di Sydney, editore e fondatore della rivista trimestrale Voi Tutti (2005-2010), presidente dal 2005 al 2010 di NuSep, società biotecnologica quotata negli Stati Uniti e in Australia, membro dal 2007 al 2010 del consiglio di amministrazione di SBS Television. Ha più di 25 anni di esperienza nel settore del commercio internazionale e della finanza in Australia. È stato eletto rappresentante mondiale dei Segretari Generali delle Camere di Commercio Italiane all’Estero (CCIE), in oltre 50 paesi del mondo, per far parte del consiglio di amministrazione di Assocamerestero (Associazione delle CCIE).
Nel 2007 è stato nominato Cavaliere dell’Ordine al Merito della Repubblica Italiana e Professore Onorario presso l’Università di Wollongong, New South Wales Australia.
Eletto il 4 marzo 2018 deputato alla Camera nella circoscrizione Estero in un coalizione di centro-sinistra iscrivendosi al gruppo parlamentare del Partito Democratico.
Componente della IV Commissione (Difesa).
Alle elezioni politiche anticipate del 2022 viene rieletto alla Camera nella circoscrizione Estero.
Nel 2023 viene Nominato dal Presidente Pier Ferdinando Casini, Presidente della Sezione Bilaterale di amicizia dell'Unione Interparlamentare (UIP) Italia - Mongolia.
A Maggio del 2023 viene nominato dal Partito Democratico Componente della Assemblea Parlamentare NATO.
Nell'Ottobre del 2023 viene eletto Vicepresidente della Sottocommissione NATO "Sicurezza e Difesa".
A Novembre del 2024 viene eletto Presidente di tutti i parlamentari socialisti e democratici dell’Assemblea Parlamentare della NATO.
https://calabria.gazzettadelsud.it/articoli/politica/2024/11/27/nicola-care-un-calabrese-un-italiano-a-capo-dei-rossi-di-tutta-la-nato-db7b893e-9ec4-409f-8c7b-c4b3cf6e3d18/